# Кримські азизи

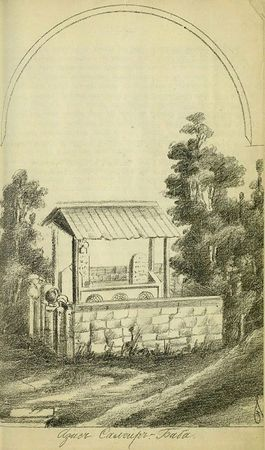
Азиз Салгир-Баба на березі Салгира в межах Ак-Мечеті

Кримські азизи або азізи (від араб. عَزِيز «милий», «дорогий» або «святий») — місця в Криму, пов'язані з діяльністю ісламських праведників або шейхів. Азизами можуть бути природні (дерева, скелі, джерела) або рукотворні об'єкти (могили, дюрбе, мечеті). Станом на 2021 рік у Криму налічувалося понад 100 азизів.
Ісмаїл Гаспринський у статті від 1913 року, опублікованій у «Східному збірнику», виділяв вісім найвідоміших азизів:
- Інкерманський азиз
- Савлух-су азиз (на території Косьмо-Даміанівського монастиря)
- Азиз Мелек Гайдера (Бахчисарай)
- Азиіз Газі-Мансура (Бахчисарай)
- Азиз Салгир-Баба (Сімферополь)
- Мойнак Азиз (Євпаторія)
- Гурзуфський Азиз
- Кемаль-Бабай (Кара-Даг)

Список азизів Сімферополя за даними кримського муфтіяту:
- Азиз Салгир-Баба: м. Сімферополь, вул. Воровського, 7.
- Керім азиз («Вокзал азиз»): м. Сімферополь, на території залізничного вокзалу;
- Ескадрон азиз: м. Сімферополь, розташовувався поруч із колишньою мечеттю татарського кінного полку, нині — територія військової частини по вул. Калініна;
- Джеват азиз: м. Сімферополь, біля колишнього «нового татарського цвинтаря», що розташовувався у південній частині міста, вище за вул. Червоноармійській, нині – територія школи № 21;
- Бітак азиз: Бітак;
- Чобан азиз: у районі Сімферопольського водосховища;
- Чокурча азиз: Чокурча.[1]

## Галерея

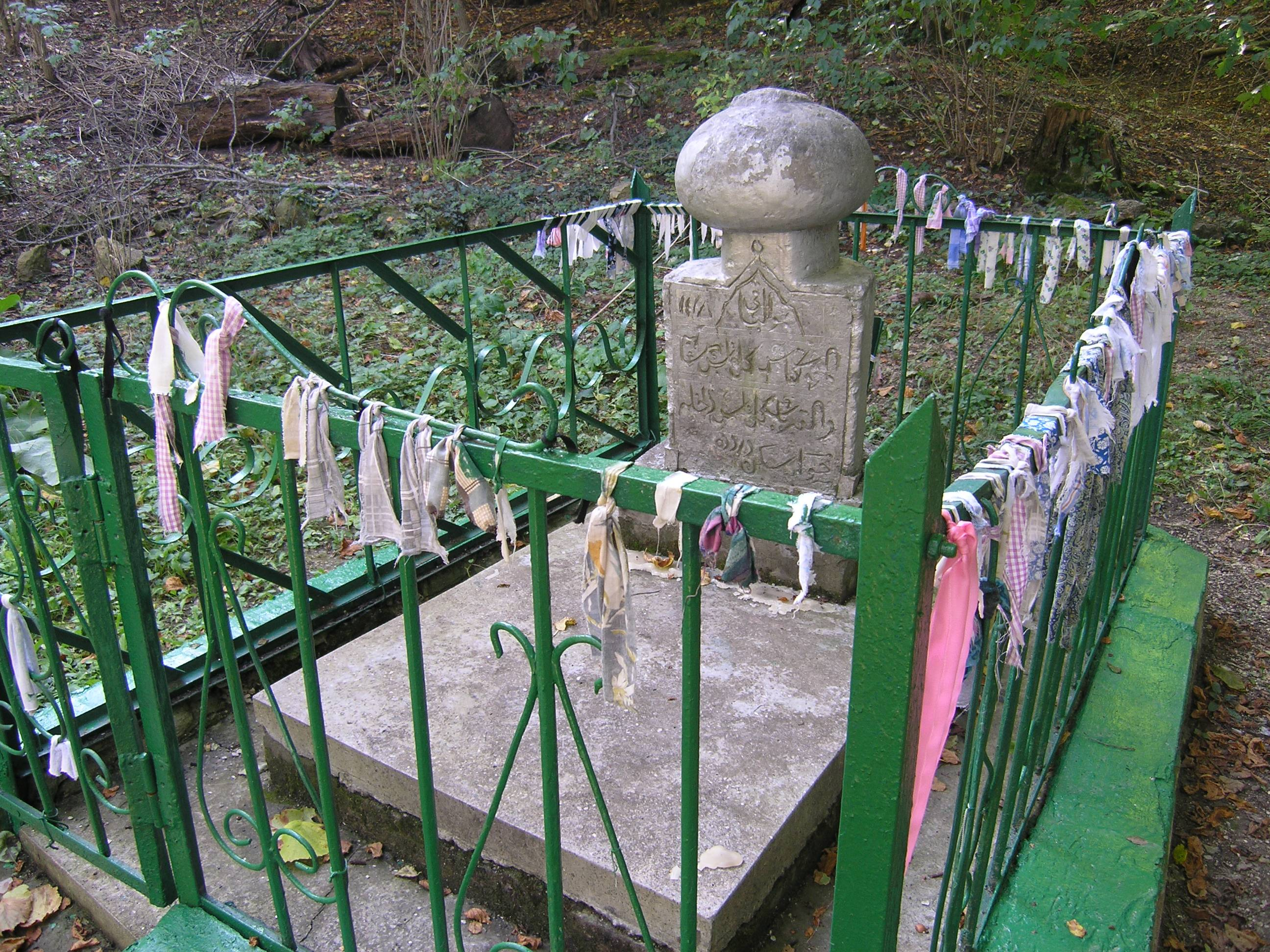
Карли Азиз
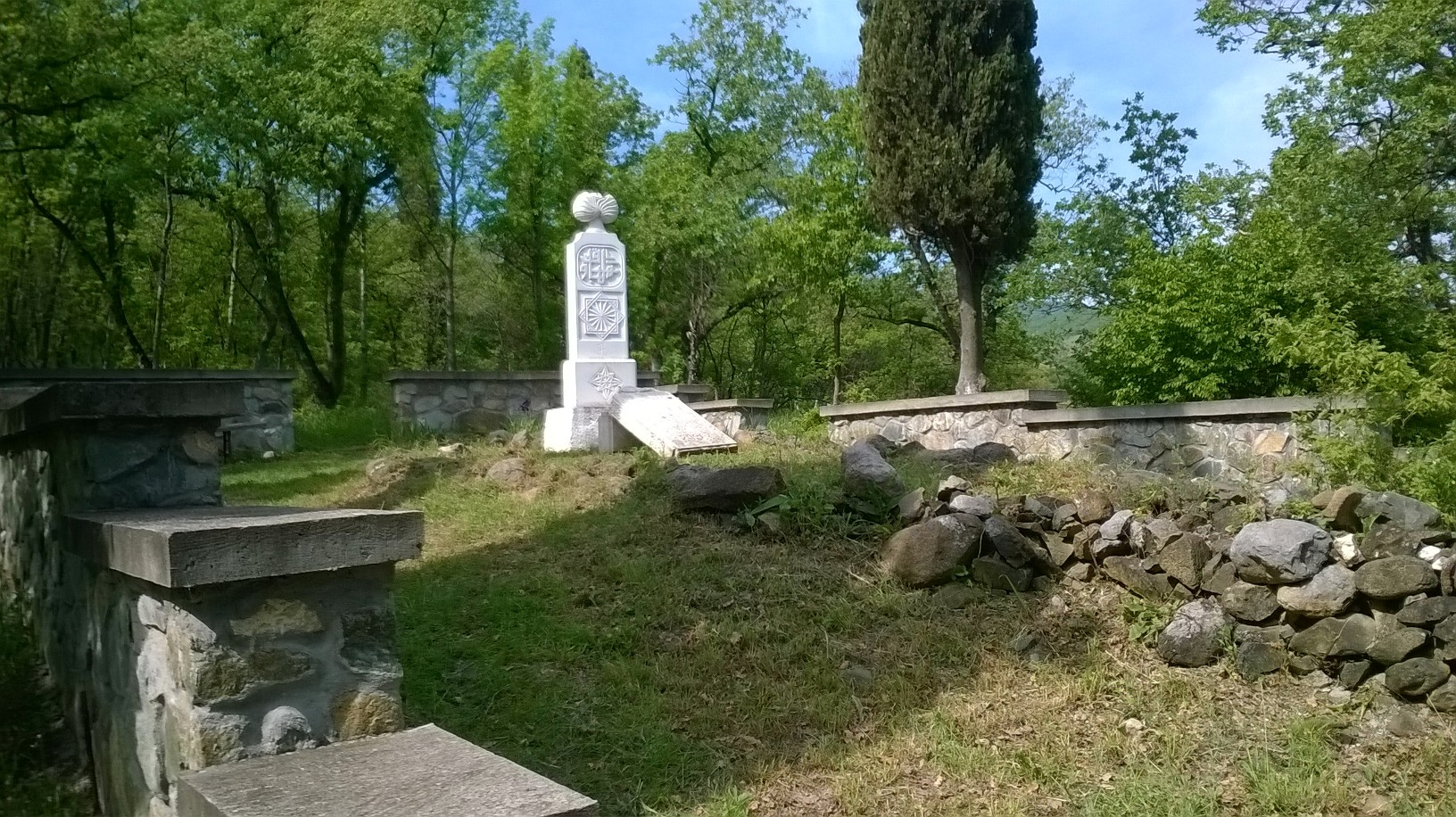
Азиз Девлет-Баба
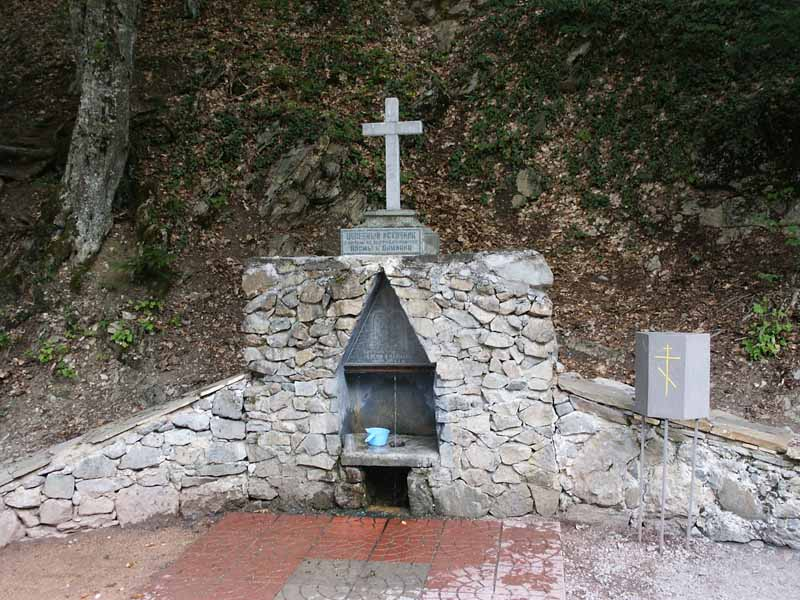
Савлух-Су
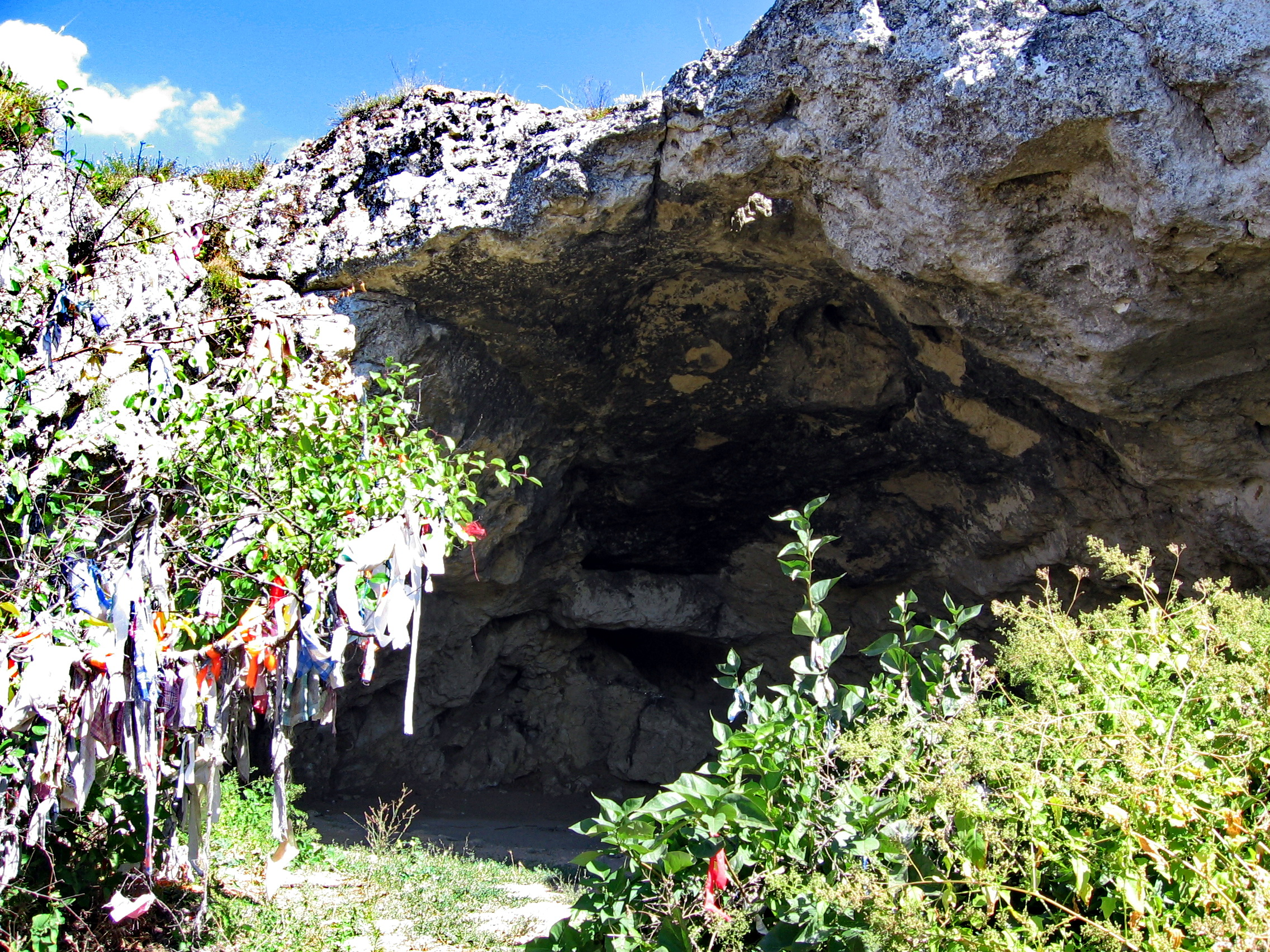
Печера Кирк-Азиз